# Intersputnik
La Organización Internacional de Comunicaciones del Espacio Intersputnik, conocida comúnmente como Intersputnik, es una organización internacional de servicios de comunicación satelital fundada el 15 de noviembre de 1971, en Moscú, por la Unión Soviética con un grupo de ocho antiguos países socialistas: Polonia, Checoslovaquia, Alemania del Este, Hungría, Rumanía, Bulgaria, Mongolia, y Cuba.
El objetivo era, y sigue siendo, el desarrollo y uso común de satélites de comunicaciones. Fue creado como respuesta del Bloque Oriental a la organización occidental Intelsat. Para el 2024 la organización tenía 25 países miembros.
Hoy en día, Intersputnik es una organización comercialmente alineada. Opera 12 satélites en órbita y 41 transpondedores. En junio de 1997, Intersputnik creó la cooperativa Lockheed Martin Intersputnik junto a Lockheed Martin, la cual construye y opera los satélites del mismo nombre. En septiembre de 2006, Lockheed Martin Intersputnik fue adquirida por Asia Broadcast Satellite.

## Países miembro
|  | - Afganistán - Azerbaiyán - Bielorrusia - Bulgaria - Camboya - Cuba - República Checa - Georgia - Hungría - India - Kazajistán - Kirguistán | - Laos - Mongolia - Nicaragua - Corea del Norte - Polonia - Rumania - Rusia - Siria - Tayikistán - Turkmenistán - Ucrania - Vietnam - Yemen |  |